# Колін Серро
Колін Серрó народилася 29 жовтня 1947 року в Парижі, є французською акторкою, режисеркою, сценаристкою, композиторкою і хоровою диригенткою. Вона написала сценарій і режисувала фільм «Три чоловіки і немовля у люльці» та фільм «La Belle Verte». 
Документальний фільм Місцеві рішення глобального безладу вийшов у 2010 році.

## Життєпис
Донька письменниці Женев'єв Серро та режисера Жана-Марі Серро, Колін Серро провела частину свого дитинства в школі Боваллон, якою тоді керувала Маргарита Субейран.
Потім вона вивчала літературу, вступила до музичної консерваторії, брала уроки трапеції в цирковій школі Анні Фрателліні та вивчала класичні та сучасні танці. Захоплена театром, вона приєдналася до центру La Rue Blanche у 1968 році, а в 1969 році проходила стажування в Comédie-Française, перш ніж перейти до написання сценаріїв для кіно та театру, а також до режисури в театрі, кіно та опері.
У 1975 році вона почала зніматися в кіно та отримала схвалення критиків у 1977 році своїм другим фільмом «Pourquoi pas!». у якому головні ролі займають Самі Фрей, Маріо Гонсалес та Крістін Мурільйо, і розповідається про любовне тріо, що складається з двох чоловіків, які живуть як пара, та їхнього спільного друга. У 1985 році на екранах кінотеатрів з'явився фільм «Троє чоловіків і колиска». З більш ніж 12 мільйонами переглядів, це один з рекордів за кількістю переглядів серед французьких фільмів. Потім вона зняла фільми «Ромуальд і Джульєтта», «Криза» (премія «Сезар» за найкращий сценарій), «Зелена красуня», «Хаос», «18 років потому», «Сен-Жак… Мекка та локальні рішення для глобального безладу» у 2010 році, «Місцевий колорит» у 2013 році, «Все дозволено» у 2014 році та «П'єр Броссолетт» у 2015 році. Тим часом, у 1991 році, між двома повнометражними фільмами, вона зняла музичний кліп, включений до фільму «Проти забуття» та присвячений подружжю, ув'язненому в Малаві, Вері Чірві та її чоловікові.
Вона також грала в численних театральних виставах, написаних нею чи ні: «Лапен Лапен», «Кізету» та «Гробета» (п’ять Мольєрів), «Салон літу» та «Кавказьке крейдяне коло» Бертольта Брехта.
Вона була давньою партнеркою швейцарського театрального режисера Бенно Бессона, який був співдиректором Берлінського ансамблю разом з Бертольтом Брехтом, вони є батьками Мадлен Бессон.
У 2003 році вона створила та керувала хором «Дельта» · .
У березні 2018 року її призначення директоркою муніципального театру міста Невер було оскаржено. 6 жовтня 2018 року культурний сезон муніципального театру Невера розпочався без Колін Серро, яка після кількох місяців мовчання двома тижнями раніше заявила, що «відмовляється від проекту експлуатації театру в рамках мирного врегулювання без компенсації» у листі, надісланому меру Невера, зачитаному в муніципальній раді ·  та після звернення префектури, яке змусило муніципалітет скасувати процедуру.